# Дикий, дикий пляж. Жар нежных
«Дикий, дикий пляж. Жар нежных» — документальный фильм режиссёра Александра Расторгуева.
Мировая премьера фильма состоялась 20 марта 2007 года на Фестивале документального кино в Салониках.

## Сюжет
Фотограф Евгений работает на диком пляже черноморского курорта уже 25 лет. Для развития своего «бизнеса» в дополнение к обезьянке он покупает верблюда и отправляется с ним на работу в мир обнажённых людей. На экране предстаёт галерея образов, создающая уникальный портрет беспощадной России «нулевых»: истории любви и предательства, жизни и смерти сплетаются в единую трагикомедию.

## Режиссёрская версия
Хронометраж авторской версии, на которой настаивал Александр Расторгуев — 5 часов 40 минут. Каждому сокращению материала режиссёр сопротивлялся. Показ полной версии впервые состоялся 8 декабря 2018 года в рамках программы «Специальные показы» 12-го Международного фестиваля документального кино Артдокфест.

## Отклики и рецензии
Фильм «Дикий, дикий пляж. Жар нежных» станет эпическим произведением, а его режиссёра Александра Расторгуева неоднократно назовут главным документалистом современной России. Виталий Манский пишет о фильме следующее: «Если бы Расторгуев снял только эту картину, этого было бы более чем достаточно для того, чтобы о нем говорить как о гении». «Его фильм „Жар нежных“ — это богатая фактура в очень жестких сюжетных рамках. Получив километры изображения, Расторгуев сделал свой вывод — важно не то, что ты снимаешь, и не то, что ты видишь, и даже не то, что ты из этого смонтируешь. Суть кино — не в авторе, а в герое», — отмечает Алёна Солнцева («Сеанс») в статье «Нулевые: битва за реальность. Заметки о документальном кино (2000—2015)». Высоко оценивает фильм эссеист и критик Елена Фанайлова: «Если и есть сегодня русский несимметричный ответ блистательным румынам и оскароносным немцам — это „Жар нежных“ Александра Расторгуева, трехчасовой документальный блокбастер из жизни отдыхающих на берегу Черного моря». Кинокритик Зара Абдуллаева («Искусство кино») в своей рецензии сравнивает фильм Расторгуева с фильмом «Бродвей» Виталия Манского, над которым документалисты вместе работали до съёмок фильма «Дикий, дикий пляж. Жар нежных»: «„Пляж“ широк, как море, из которого, как из зала, можно выйти покурить, а потом, пусть даже что-то пропустив, — опять покачаться на волнах. И проплыть в пространство „романа-газеты“, то есть воображаемой героями жизни и — жизни их натуральной, обыденной. А по ходу дела добраться, несмотря на долгий путь, до более доступных (по сравнению с „Бродвеем“), более внятных обобщений».

## Награды
- 2006 — Специальный приз жюри международного фестиваля документального кино в Амстердаме (IDFA)
- 2006 — Премия «Белый Слон» Гильдии киноведов и кинокритиков России
  - За лучший документальный фильм — Виталий Манский
- 2005 — Российская независимая Премия «Триумф»
  - Лауреат молодёжной премии — Александр Расторгуев
- 2005 — Премия «Лавр»
  - За лучший неигровой арт-фильм на киноплёнке или видео — Александр Расторгуев
  - Лучший по профессии (оператор) — Эдуард Кечеджиян